# Allium tulipifolium
Allium tulipifolium — вид рослин з родини амарилісових (Amaryllidaceae); поширений у Казахстані, Росії — Алтай, Китаї — пн.-зх. Сіньцзян.

## Опис
Цибулина яйцювато-куляста, діаметром 1.5–2 см; зовнішня оболонка сіра, внутрішні шари молочно-білі. Листків 2 або 3, широко лінійні, значно коротші від стеблини, 1–1.5(2) см завширшки, краї темно-зелені або білувато-червоні. Стеблина 20–30(40) см, циліндрична, вкрита листовими піхвами лише в основі. Зонтик півсферичний, багатоквітий. Оцвітина зірчаста, біла; сегменти із зеленою або пурпурно-фіолетовою дрібною серединною жилкою, вузько-еліптичні, 4.5–5 × 1.5–2 мм, верхівка підгостра. 2n = 16. Період цвітіння: травень.

## Поширення
Поширення: Казахстан, Росія — Алтай, Китай — північно-західний Сіньцзян.
Населяє чагарники, схили, степи; 600–1000 м.